# 大城皓也
大城 皓也（おおしろ こうや、1911年（明治44年）4月14日 - 1980年（昭和55年）7月12日）は、沖縄県出身の洋画家。二科会会員。

## 生涯
1918年（大正7年）、沖縄県立第二中学校（現・沖縄県立那覇高等学校）に入学し、在学時に美術教師・比嘉景常の指導を受ける。1934年（昭和9年）、東京美術学校を卒業する。
1936年（昭和11年）、沖縄県の私立開南中学校（沖縄戦により廃校）の美術教師となる。沖縄美術展覧会の創設に参加した。
太平洋戦争後、名渡山愛順・安谷屋正義らと首里儀保町のニシムイ美術村にアトリエを設ける。1950年（昭和25年）には琉球大学助教授に就任した。
代表作に久高島の祭事・イザイホーに取材した『神々の誕生』などがある。
画家・岡本太郎は東京美術学校の同期で、大城の招きで沖縄を訪問した。その結果生まれたのが沖縄文化論である。